# Румін
Румін (пол. Rumin) — село в Польщі, у гміні Старе Място Конінського повіту Великопольського воєводства.
Населення — 887 осіб (2011).
У 1975-1998 роках село належало до Конінського воєводства.

## Демографія
Демографічна структура станом на 31 березня 2011 року:
|          | Загалом | Допрацездатний вік | Працездатний вік | Постпрацездатний вік |
| -------- | ------- | ------------------ | ---------------- | -------------------- |
| Чоловіки | 449     | 113                | 296              | 40                   |
| Жінки    | 438     | 88                 | 264              | 86                   |
| Разом    | 887     | 201                | 560              | 126                  |